# Knickfibel

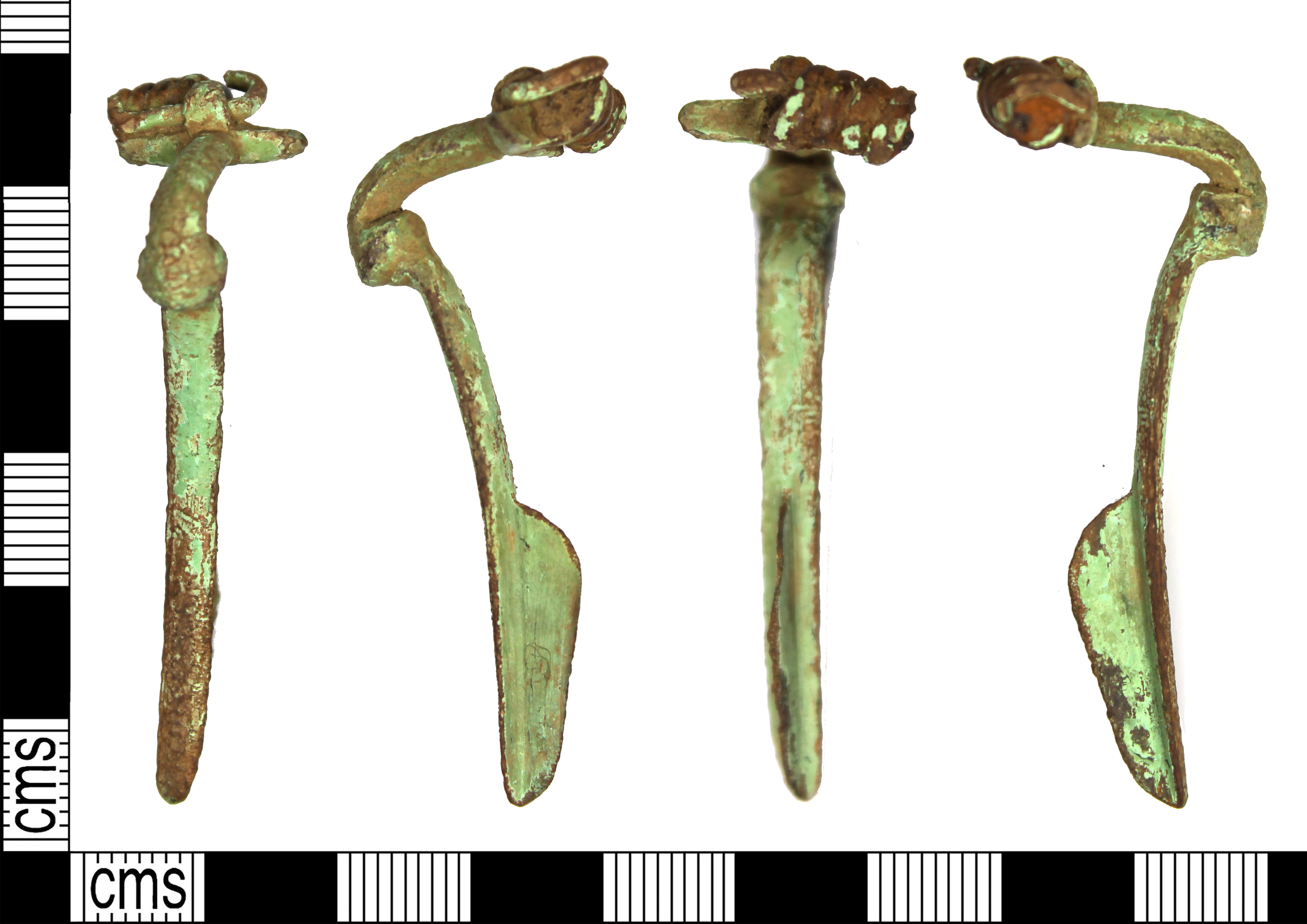
Beschädigte Knickfibel, Nadel und eine Hälfte der Spiralfeder fehlen

Die Knickfibel ist eine späteisenzeitliche Gewandspange zum Zusammenhalten der Kleidung. Die Benennung dieser Fibel ergibt sich aus einem charakteristischen, starken Knick im Bügel.

## Beschreibung
Der Bügel der Knickfibel steigt erst leicht an, bildet dann jedoch einen starken Knick nach oben aus, der durch einen profilierten Knoten zusätzlich betont wird. Unmittelbar danach fällt der Bügel zum Kopf der Fibel hin stark ab. Um eine Schließwirkung zu erzeugen, verfügt die Knickfibel über eine Spiralfeder mit sechs oder acht Windungen. Spirale, Nadel und Bügel sind aus einem Stück gefertigt, es handelt sich also um eine sogenannte eingliedrige Fibel. Der Nadelhalter ist gefüllt, d. h., er weist keine Durchbrucharbeit oder Ähnliches auf.
Knickfibeln sind ein typischer Trachtbestandteil der späten Eisenzeit bzw. der frühen römischen Kaiserzeit. Ihr Verbreitungsgebiet umfasst die Schweiz, Westdeutschland, Nordfrankreich, Belgien und die Niederlande.